# Marco Macina
Marco Macina (* 30. September 1964 in der Stadt San Marino) ist ein ehemaliger san-marinesischer Fußballspieler.
Er spielte unter anderem für den FC Bologna, die AC Parma und die AC Mailand. Für die Nationalmannschaft von San Marino absolvierte er drei Länderspiele.